# Paramage tasmanensis
Paramage tasmanensis är en ringmaskart som beskrevs av Holthe 2000. Paramage tasmanensis ingår i släktet Paramage och familjen Ampharetidae.
Artens utbredningsområde är havet kring Nya Zeeland. Inga underarter finns listade i Catalogue of Life.